# Ferdinand Van de Putte

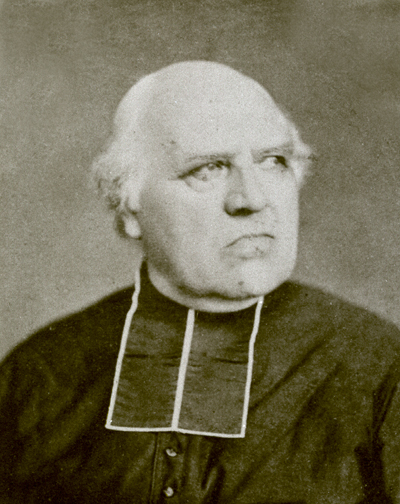
Ferdinand Van de Putte, foto door Auguste Debedts (Bisschoppelijk Archief, Brugge)

Ferdinand Van de Putte (Rumbeke, 18 maart 1807 – Kortrijk, 8 februari 1882) was een Belgisch rooms-katholiek priester en historicus.

## Levensloop
Ferdinand Van de Putte begon zijn humaniora in het college van Ieper en maakte ze af in het pensionaat Morel-Danheel van Pierre Morel-Danheel in Diksmuide, dat geleid werd door een oom van hem en waar hij als studiemeester-onderwijzer een eerste bezoldigde activiteit kreeg (1826-1830). Een van zijn leerlingen was Johan Joseph Faict, de latere bisschop van Brugge.
In 1830 liet hij zich inlijven bij de Burgerwacht van Ingelmunster en werd er prompt luitenant. Hij werkte tevens als leraar in de kostschool in die gemeente. In 1831 trad hij in het seminarie van Gent in. Toen in 1834 het Duinencollege geopend werd in Brugge, werd hij er als studiemeester aangesteld en werd tot priester gewijd. Weldra werd hij leraar voor de wetenschappen en in 1838 kreeg hij de leiding van de school, die de voorloper was van het Sint-Lodewijkscollege.
In 1843 werd hij pastoor van Boezinge en in 1858 pastoor-deken van Sint-Bertinus in Poperinge. In 1866 werd hij pastoor-deken van Onze-Lieve-Vrouwkerk in Kortrijk en in 1872 van de Sint-Martinuskerk in Kortrijk.
Van de Putte was medestichter van het Genootschap voor Geschiedenis te Brugge en was er bestuurslid vanaf 1839 tot aan zijn dood. Vanaf 1863 was hij ondervoorzitter. De gunstige reputatie van de Brugse vereniging was snel gemaakt. Historicus Jules de Saint-Genois schreef in 1843: Bruges est en quelque sorte, aujourd'hui, le foyer où s'élaborent les principales publications d'histoire du pays; la Société d'Emulation fait rude concurrence à la Commission royale d'histoire.
Van de Putte leverde hierin een aanzienlijke bijdrage, vooral in de eerste jaren van het genootschap. Zijn ambten in het zuiden van de provincie verhinderden wel een volgehouden activiteit maar beletten hem niet om regelmatig bijdragen aan de 'Handelingen' van het genootschap te leveren, over een grote variëteit van onderwerpen. Zowel voor zijn eigen artikels als voor de vele publicaties van oude teksten die hij benaarstigde, werd hem achteraf een zekere overhaast en gebrek aan accuraatheid verweten. Het belet niet dat hij, naast zijn vele andere activiteiten, op het vlak van de geschiedenis een merkwaardige veelheid aan geschriften, vaak primeurs over het behandelde onderwerp, heeft nagelaten.
Het was deken Van de Putte die Guido Gezelle liefderijk ontving en opving, toen hij, na de Brugse mislukking, in 1872 in het voor hem onbekende Kortrijk aankwam en die voor hem de weg bereidde die maakte dat hij er zich weldra thuis zou bevinden en er bijna dertig jaar tevreden zou leven en er zich als dichter ontplooien.

## Publicaties
Uitgave van oude teksten
- Cronica abbatum monasterii de Dunis, per fratrum Adrianum But, Brugge, 1839
- Histoire des Gueux-des-bois écrite par Charles Winckius, prieur des Dominicains à Ipres, Brugge, 1841
- Chroniques de l'abbaye de S.-Pierre à Gand, Gent, 1842
- Histoire du couvent de Saint-Sixte, Brugge, 1842
- Histoire de la Flandre depuis 1566 jusqu'à la paix de Munster. Ouvrage posthume de Jean-Pierre Van Male. - Geschiedenis van Vlaenderen van Petrus van Male, pastoor van Vladsloo, thans voor de eerste maal uitgegeven, Brugge, 1842
- Geschiedenis van Vlaenderen, van het jaer 1566 tot de Vrede van Munster, Brugge, 1843 (nieuwe aangepaste uitgave)
- Histoire de Notre-Dame de la Potterie, Brugge, 1843
- (samen met Charles Carton, Joseph-Octave Delepierre & Jacques De Mersseman) Biographie des hommes remarquables de la Flandre occidentale, 4 delen, 1843-1849
- Chronique du monastère d'Oudenburg, de l'ordre de S. Benoît, publiée pour la première fois, d'après un manuscrit du XVe siècle, Gent, 1843
- (samen met Charles Carton) Chronique de l'abbaye de Ter Doest, Brugge, 1845
- (samen met Charles Carton) Chronicon Vormeselense, Brugge, 1847
- (samen met Charles Carton) Chronicon et cartularium abbatiae Sancti Nicolai Furnensis (...), Brugge, 1849
- (samen met Charles Carton) Historia episcopatus Iprensis ex autographis Dni. Gerardi De Meester (...), Brugge, 1851
- (samen met Charles Carton) Chronicon monasterii Evershamis (...), Brugge, 1852
- (samen met Charles Carton) Chronique et cartulaire de l'abbaye de Hemelsdaele, Brugge, 1858
- (samen met Désiré Van de Casteele) Cronica et cartularium monasterii de Dunis, Brugge, 1864
- Chronique de Flandres, Brugge, 1864
- Speculum Beatae Mariae Virginis, ou chronique et cartulaire de l'abbaye de Groeninghe à Courtrai (...), Brugge, 1872

Artikels in de Handelingen van het Genootschap voor Geschiedenis
Van de Putte publiceerde bijna 100 bijdragen in de 'Handelingen'. We vermelden hierna alleen de bijzonderste.
- Sur les keuren de Furnes et du village de ter Piet, 1839
- Recherches historiques sur l'origine et la nature de la société dite Confrérie de l'Ours Blanc à Bruges, 1839
- Notice sur la bibliographie de la Flandre Occidentale au Moyen-âge, 1839
- Lois anciennes de Bruges, 1839
- Histoire de la baronie d'Ingelmunster, 1840
- Notice sur les bibliothèques modernes de la Flandre Occidentale (...), 1840
- Objets trouvés sur le champ de bataille de Groeninghe, 1840
- Les confiscations de Maximilien d'Autriche, 1840
- Antiquités d'Harlebeke, 1840
- Biographie de Mr. Jean-Jacques Lambin, 1841
- J. B. Gramaye, historiographe des Pays-Bas, 1841
- Histoire de la ville de Dixmude et de ses châtelains, 1841
- Chronique de la ville de Dixmude, 1842
- Biographie de M. Pycke, 1842
- Histoire du couvent de Saint-Sixte, 1842
- L'architecte Louis van Boghem, 1842
- Biographie de Charles de Visch, 1842
- Pierre et Louis Lootyns, 1843
- Langemark, 1843
- Mémoire sur la ville d'Ypres, 1843
- Chronique des rues d'Ypres, 1844
- Petite chronique d'Harlebeke, d'après un ms. écriture du XVIe siècle, 1844
- Inventaire des archives de l'église collegiale d'Harlebeke, 1844
- Règlement de police d'Harlebeke du XIVe siècle, 1844
- Histoire de l'abbaye de Notre-Dame du Mont d'Or à Wevelghem, 1844
- Merckemensia, 1844
- Généalogie des comtes de Flandre, 1845
- Eglise de Saint Martin à Ypres, 1845
- Inscriptions sépulchrales, 1845
- Pêche du hareng sur les côtes de Flandre au moyen-âge, 1845
- La seigneurie de la Clite, 1845
- Histoire de Boesinghe et de sa seigneurie, 1846
- Pierre sépulchrale d'un Courtraisien, trouvée à Harlebeke, 1846
- Fonts baptismaux de Zillebeke près d'Ypres, 1847
- West-Vleteren, 1847
- Winendale, 1848
- Cabinet de tableaux de l'abbaye des Dunes, 1848
- Notes et analectes devant servir à une histoire complète de Neuve-Église, 1850
- Notice sur la commune de Lampernesse, 1851-1854
- Sur un manuscrit sauvé du sac de Térouanne, 1862-1863
- (samen met Charles Carton) La collégiale de Ste-Walburge à Furnes et la relique de la Ste Croix, 1862-1863
- Quand publiera-t-on l'inventaire des archives de la ville de Bruges?, 1862-1863
- Notes sur quelques cloches de la Flandre, 1862-1863
- Inventaires du trésor de la collégiale de Notre-Dame à Courtrai, 1864-1865
- La vallée de l'Iser. Ses églises, ses objets d'art, 1867
- La seigneurie de Guise dite Couthy ou Coucy à Bixchote, 1867
- Siège de Menin en 1794, lors de l'invasion des armées républicaines en Belgique, 1868
- Jubé de 1463 et orgues de 1529 à Notre-Dame à Courtrai, 1868
- Analectes concernant la ville de Courtrai. Documents pour l'histoire militaire, I., 1868, II., 1870, III., 1871
- De la grammaire latine de Paschase de Zouter, recteur des études latines à Ypres et de quelques auteurs classiques, 1870
- Epitaphes copiées en 1623 par Christophe van Huerne, seigneur de Schiervelde, 1871
- Biographie de Jacques Petyt, professeur de l'Académie des Beaux-Arts à Bruges, 1871
- Analectes pour servir à l'histoire des troubles de la Flandre Occidentale au XVIe siècle, 1872
- Collection des keuren ou statuts de la ville de Comines, 1872
- Siège de Menin en 1744, 1873
- Etudes sur la littérature latine dans la West-Flandre au XVIe siècle, I., 1875, II, 1876-1877
- La chapelle des comtes de Flandre â Courtrai, 1875
- Droits et gages des dignitaires et employés à la cour de Philippe-le-Bon, 1876-1877
- Dignitaires et employés à la cour de Charles le Téméraire, duc de Bourgogne, 1876-1877
- Recherches sur les sires de Lichtervelde, 1879
- Analectes cominois (...), 1879

Studies gewijd aan de geschiedenis van de landbouw in Vlaanderen en de grondontginning
- Esquisse sur la mise en culture de la Flandre occidentale, 1841
- Mémoire sur le dessèchement des moéres de Fumes, 1843

Van de Putte nam ook deel aan archeologische opgravingen, waar hij vervolgens over publiceerde
- Fonts baptismaux de Zillebeke, 1847
- Collégiale de Sainte-Walburge (à Fumes), 1850 en 1862.
- Notice sur le mausolée de la famille de Gros avec des données historiques sur cette famille., Brugge, 1860
- Loo, son église et sa tour, 1863
- Nieuport, ses églises, sa halle, son phare et sa maison de ville, 1864

Uitgave door de Maatschappy der Vlaamsche bibliophielen
- Nederlandsche historie 1572-1591 door Augustijn van Hermelghem, Gent, 1864-1867

Vele notities door Van de Putte zijn verschenen in
- Almanach der bisdommen van Brugge en Gent.
- De Ieperling
- Le Propagateur d'Ypres

Volkskundige werkjes door Van de Putte
- Oorsprong der devotie tot O. L. V. ter Hulpe... in de kapel te Eessen, 1843
- Beschryving der feesten...van O. L. V. van Thuyne, patrones der stad ïperen, 1854
- Leven van den Ζ. E. Heer Grimminck, 1849
- Levensbeschryving van den eerw. P. Franciscus-Maria in de wereld Andreas van Langendonck, 1874, etc.
- Ballingschap van den Eerw. Heer Petrus Franciscus Heindryckx en van verscheide andere priesters, naer de eilanden Oléron en Ré, ten jaere 1798, gevolgd door de naemlijst der bannelingen, 1860
- Ballingschap der belgische priesters naer de fransche Guyane, in 1798
- De geloofbelyders of levens van de vlaemsche priesters die tydens de fransche omwenteling vervolging hebben onderstaen

Van de Putte was actief in de verspreiding van het algemeen Nederlands
- sprak op het Eerste Nederlandsch letterkundig Congres,
- werkte mee aan het Algemeen Nederlandsch Woordenboek van de Vries en aan het Algemeen Vlaamsch Idioticon,
- verkoos de zogenaamd 'Hollandse' spelling van J. F. De Bal boven de meer particularistisch West-Vlaamse spelling van Desroches, die o. m. door bisschop Boussen geprefereerd werd.

Als archeoloog en monumentenzorger werkte hij mee aan restauraties of nieuwbouw
- de kerk van Boezinge
- de Onze-Lieve-Vrouwekerk in Kortrijk
- de herstellingswerken aan de drie kerken van Poperinge
- de Broeltorens van Kortrijk
- de meubilering en decoratie van de Sint-Martinuskerk in Kortrijk
- de meubilering en decoratie van de schepenzaal in Kortrijk
- de bouw van de kerk van de Passionisten in Kortrijk
- de bouw van de kerk in Bissegem